# Monte Sant'Angelo (Lazio)
Il monte Sant'Angelo è una montagna alta 1402,4 m s.l.m., situata nel territorio del comune di Spigno Saturnia (LT) nel Lazio, all'interno del territorio del parco naturale dei Monti Aurunci.

## Descrizione
Confina a nord con il monte Campetelle, a sud si affaccia sulla costa del Lazio verso la foce del Garigliano, a est confina con gli scoscesi monte Vomero e monte Rotunno, mentre a ovest svetta sul monte Altino e sul monte Revole.
Monte Sant'Angelo è generalmente considerato un punto di passaggio per il monte Petrella o una spalla di monte Campetelle. Negli anni, la sua particolare posizione geografica, che lo colloca come naturale terrazza sul golfo di Gaeta, lo ha reso meta di escursioni soprattutto notturne. Si accede alla vetta percorrendo i sentieri CAI n. 961 e n. 913.

## Vie di salita
Al monte Sant'Angelo si sale normalmente da ovest, cioè dalla distesa piano-altimetrica del monte Altino. È presente un sentiero segnato ma è sufficiente seguire il crinale (senza esporsi troppo) per giungere alla meta senza equivoci. Prima della cima vi è un selciato naturale di lastroni di calcare levigati dall'erosione.
Il percorso è poco faticoso sia in andata sia in discesa; è assolato e interessante per le grotte, gli anfratti e le alte rocce a strapiombo dove nidifica indisturbato il falco pellegrino.